# Denise Perrier

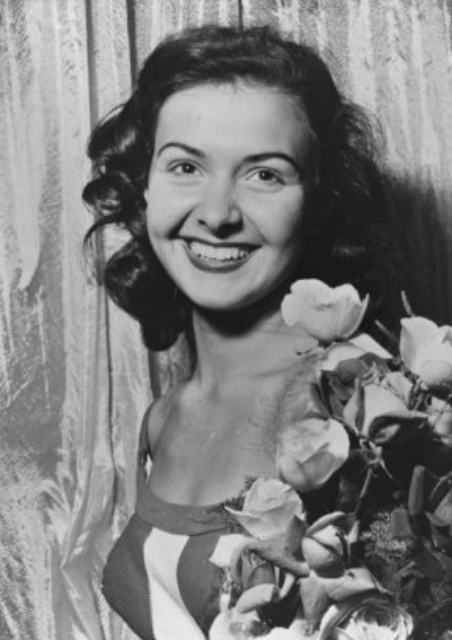
Denise Perrier im Jahr 1953

Denise Perrier Lanfranchi (* 1935) ist ein ehemaliges französisches Model und Schauspielerin. Sie ist bis heute die einzige Französin, die den Titel der Miss World erringen konnte.

## Leben

### Sieg bei der Miss-World-Wahl und Arbeit als Schauspielerin
Die Internatsschülerin wollte ursprünglich Archäologin werden, ehe sie als 18-Jährige an der Wahl zur Miss World teilnahm. Bei der dritten Austragung des Schönheitswettbewerbs am 19. Oktober 1953 im Londoner Lyceum Theatre setzte sich Denise Perrier gegen 14 Konkurrentinnen durch und gewann den Titel vor der Griechin Alexandra Ladikou und Marina Papaelia aus Ägypten. Sechs Schiedsrichter hatten die Frauen nach Aussehen, Betragen und Kleidung beurteilt. Perrier erhielt als Gewinn 1400 US-Dollar und einen silbernen Pokal. Jahrzehnte später auf ihren Sieg angesprochen, gab sie den Bademodenwettbewerb als ihr Erfolgsgeheimnis an. „Ich versuchte viel zu schwimmen und viel Sport zu treiben. Ich war sehr hochgewachsen“, so Perrier 2009 in einem Interview mit The Times. Im selben Jahr errang ihre Landsfrau Christiane Martel den Titel der Miss Universe. Sowohl Perrier als auch Martel sind bis heute die einzigen Französinnen, die die Schönheitswettbewerbe für sich entscheiden konnten.
„Der Titel änderte mein Leben für immer“, so Perrier. Mit 19 Jahren begann sie eine Karriere als Fotomodel anzustreben und später Modenschauen in Südfrankreich zu organisieren. Ende der 1960er Jahre wechselte sie ins Filmgeschäft und war mit kleinen Rollen in französischen Spielfilmproduktionen vertreten. 1966 folgte ein Auftritt in einer Episode der westdeutschen Fernsehserie Die Tintenfische. Ihre letzte Filmrolle absolvierte sie in dem James-Bond-Film Diamantenfieber (1971). An der Seite von Sean Connery war die dunkelhaarige Französin in einer kurzen Szene als Marie, die wenig gesprächige Freundin des Filmbösewichts Blofeld, zu sehen. Bond zieht Perriers Figur in einer einsamen Bucht mit wirbelndem Griff das Bikinioberteil aus und wickelt es um ihren Hals, um so Informationen aus ihr herauszupressen.
Neben der Arbeit als Model begann Perrier zu Malen. Ihre Werke wurden öffentlich ausgestellt und sie zählte so bekannte Persönlichkeiten wie den ägyptischen König Faruq oder den Aga Khan zu ihrem Käuferkreis. Später arbeitete sie als Publizistin und zog nach Nizza. Ab den 1980er Jahren war sie dort 16 Jahre als Stadträtin tätig. Sie organisierte unter anderem Kunstausstellungen und Tauschgeschäfte zwischen Museen. Im Jahr 2000 ging sie in Pension.
Denise Perrier Lanfranchi ist verheiratet und Mutter eines Sohnes.

### Arbeit für Miss World
Als ehemalige Schönheitskönigin nimmt sie regelmäßig an von Miss World organisierten Veranstaltungen teil. Ende November 2000 besuchte sie im Rahmen der Miss-World-Wahl in London ein Treffen von 16 ehemaligen Titelträgerinnen. Fünf Jahre später bildete Perrier Lanfranchi mit sieben weiteren ehemaligen Titelträgerinnen die Jury der Miss-World-Wahl 2005 im chinesischen Sanya, bei der die Isländerin Unnur Birna Vilhjálmsdóttir triumphierte. Im Vorfeld des Schönheitswettbewerbs, bei der die Jury zum ersten Mal vollständig aus ehemaligen Schönheitsköniginnen bestand, war es aufgrund neuer Abstimmungsmodalitäten zu einem Streit zwischen einigen Jurymitgliedern und den Organisatoren gekommen. Diese hatten erstmals eine Publikumsabstimmung eingeführt, bei der zwölf der 15 Finalistinnen von Zuschauern per SMS, Telefon oder E-Mail festgelegt werden konnten. „Um entscheiden zu können, muss man die Mädchen sehen. Wir wissen, worauf wir achten müssen“, so Perrier Lanfranchi, die zu jenen zählte, die den Fernsehzuschauern die Qualifikation absprachen. „Wir können es fast sofort erkennen. Wir wissen, was die Spreu vom Weizen trennt. Schon an der Art, wie ein Mädchen sich bewegt, sehen wir, ob es auch intelligent ist, noch bevor es den Mund aufmacht“, erklärt sie.
Zuletzt nahm Perrier Lanfranchi im Oktober 2010 als Jurorin an der 60. Miss-World-Wahl im chinesischen Sanya teil. Dort kürte sie unter anderem gemeinsam mit den ehemaligen Titelträgerinnen Ann Sidney (Miss World 1964), Mary Stävin (Miss World 1977), Agbani Darego (Miss World 2001), María Julia Mantilla (Miss World 2004), Zhang Zilin (Miss World 2007) und Xenia Suchinowa (Miss World 2008) die 18-jährige US-Amerikanerin Alexandria Mills zur Siegerin.

## Filmografie
- 1967: Toutes folles de lui
- 1968: Die Tintenfische (Episode: Drei Meilen vor Marseille)
- 1969: Kasimir, mir graut vor dir (Le bourgeois gentil mec)
- 1971: Diamantenfieber (Diamonds Are Forever)